# Ilana Kloss
Ilana Kloss (née le 22 mars 1956 à Johannesbourg) est une joueuse de tennis sud-africaine, professionnelle dans les années 1970 et 1980.
Spécialiste de double (numéro un mondiale en 1976), elle a remporté de nombreux tournois dans cette discipline.

## Biographie
En 1976, elle s'est imposée en double mixte à Roland-Garros (aux côtés de Kim Warwick) et en double dames à US Open (avec Delina Ann Boshoff, sa partenaire habituelle sur le circuit WTA).
Depuis plus de vingt ans elle partage la vie de Billie Jean King, laquelle a également été sa partenaire de double au début des années 1980.
Depuis février 2001, elle est la présidente du circuit WTT aux États-Unis.